# Кривець (доплив Ільці)
Кривець (пол. Krywec) — гірський потік в Україні, у Верховинському районі Івано-Франківської області на Гуцульщині. Правий доплив Ільці, (басейн Дунаю).

## Опис
Довжина потоку 8 км, найкоротша відстань між витоком і гирлом — 7,15  км, коефіцієнт звивистості потоку — 1,12. Формується багатьма безіменними гірськими струмками. Потік тече у гірському масиві Покутсько-Буковинських Карпатах (зовнішня смуга Українських Карпат)

## Розташування
Бере початок на північно-східних схилах гори Кострич (1544,1 м). Тече переважно на північний схід через Кривопілля і на південно-східній стороні від присілка Волови впадає у річку Ільцю, ліву притоку Чорного Черемоша.

## Цікавий факт
- У селі Кривопілля потік перетинає автошлях Р24[3].
- У селі Кривопілля на потоці розташований водоспад Кривецький (2 м).